# Rio Cipó
Rio Cipó är ett vattendrag i Brasilien.   Det ligger i delstaten Minas Gerais, i den sydöstra delen av landet, 500 km sydost om huvudstaden Brasília.
Omgivningarna runt Rio Cipó är huvudsakligen savann. Runt Rio Cipó är det mycket glesbefolkat, med 6 invånare per kvadratkilometer.